# Jindřich Malina
Jindřich Malina (1905 Hořice –1992) byl architekt a stavitel působící především v Hořicích a na dalších místech východních Čech.

## Realizace (výběr)
- Masarykova věž samostatnosti u Hořic (1924–89)[2]
- Grand hotel Urban v Lázních Bělohrad (1935–36, dostavba podle Malinových plánů byla realizována na konci 90. let 20. století[3])[4]
- Vila Jindřicha Maliny v Hořicích (1941–42)[5][1]
- Biograf Na Špici (též Dělnický dům nebo divadlo Koruna) v Hořicích, spolupráce s architektem Karlem Šťastným (1972)[6]
- Obřadní síň ve Rtyni v Podkrkonoší (projektový záměr zpracován v roce 1979, stavba zkolaudována v roce 1987)[7]

## Zajímavost
Organizátoři festivalu Den architektury v Hořicích zvažovali jeden z ročníků festivalu věnovat výhradně tomuto hořickému rodákovi.

## Galerie

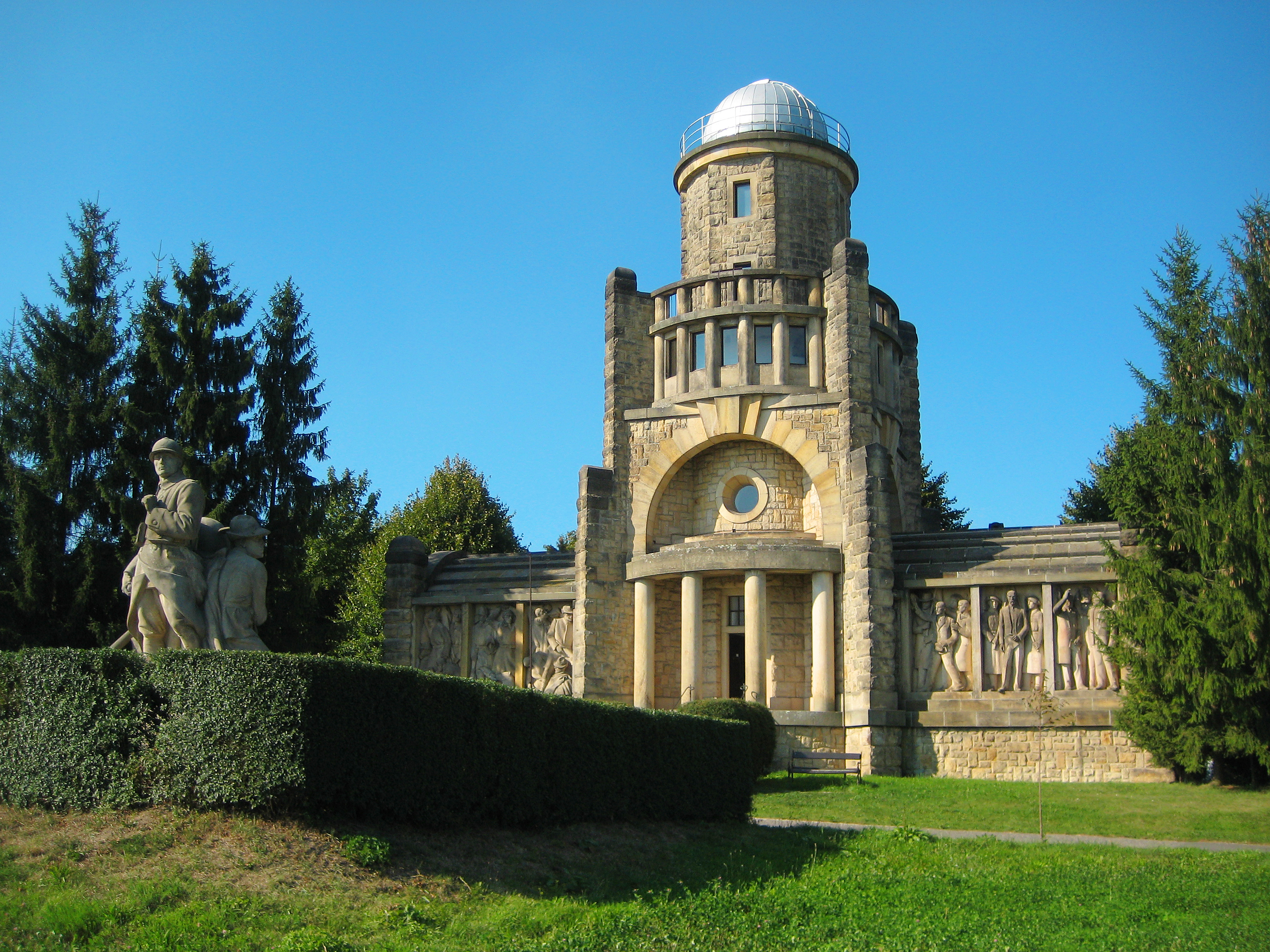
Masarykova věž samostatnosti
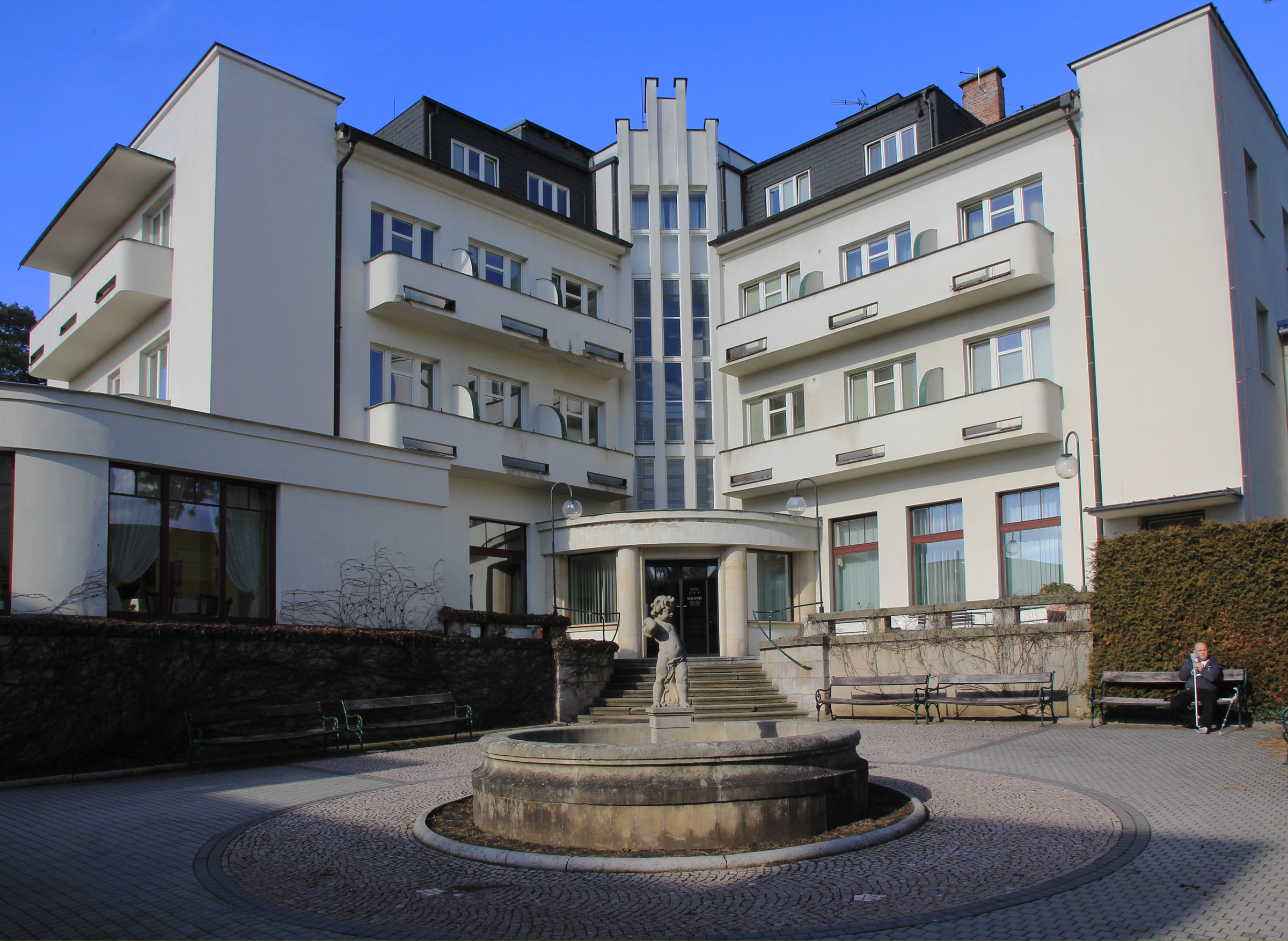
Hotel Grand v Lázních Bělohrad
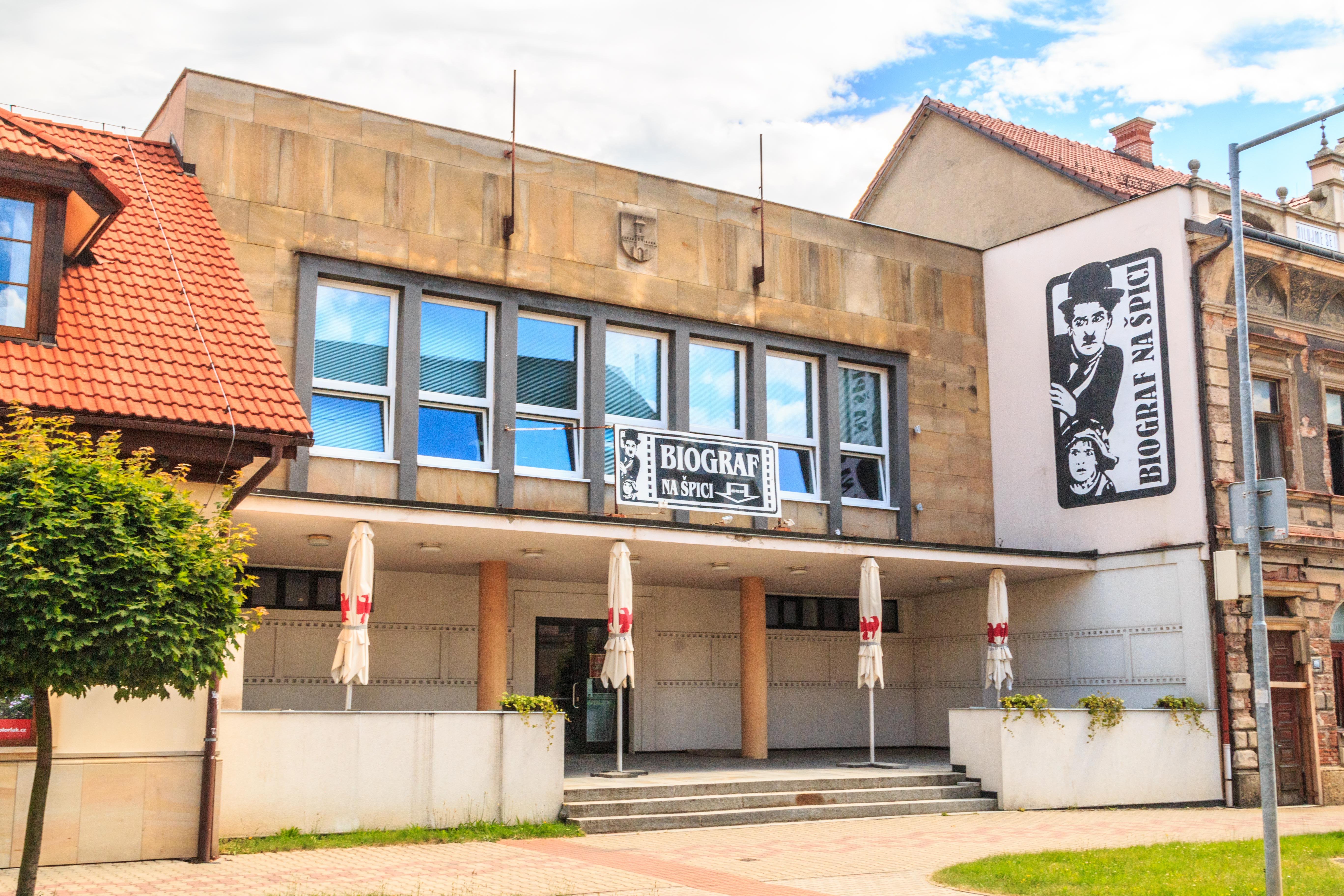
Biograf Na Špici
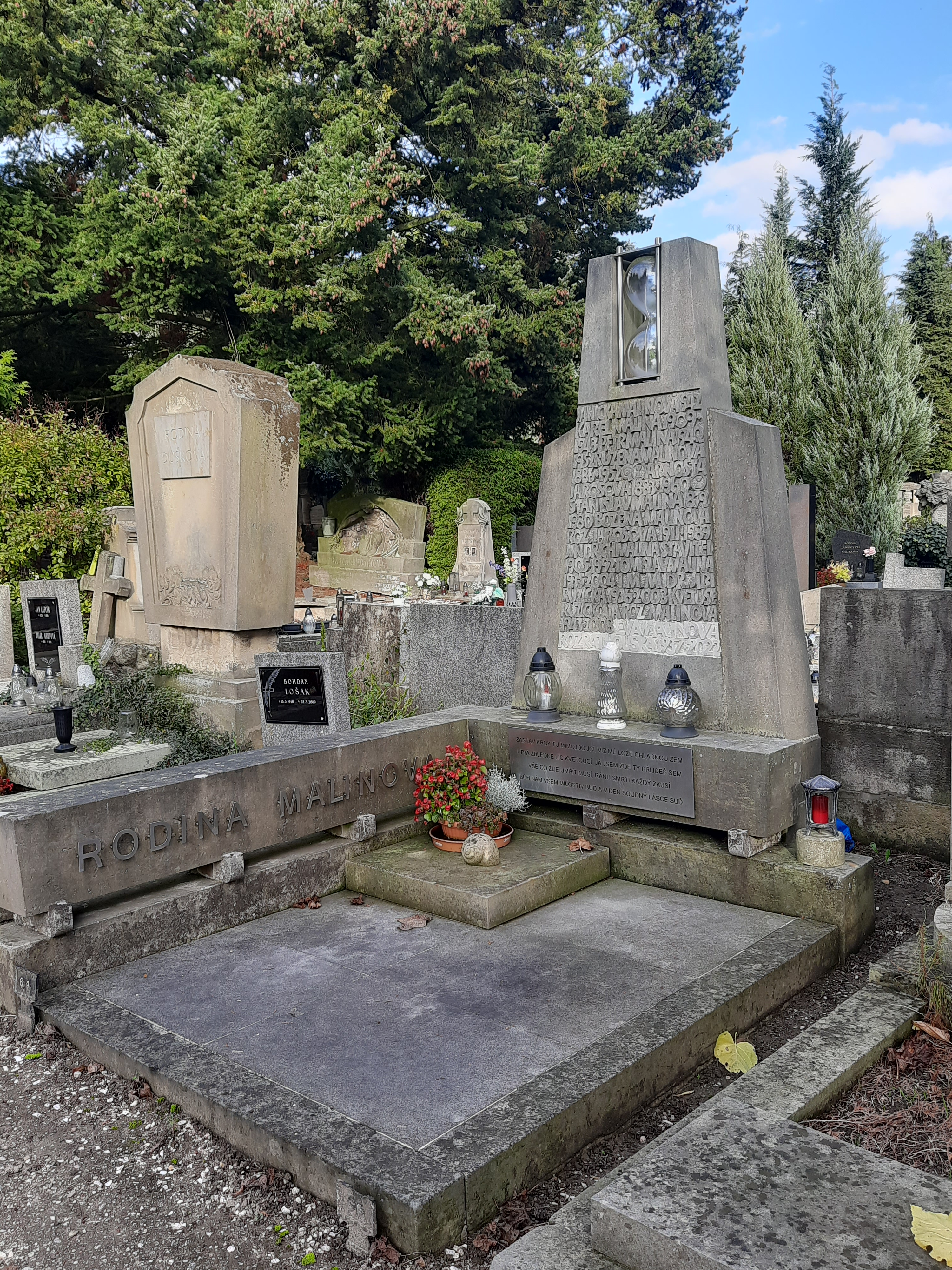
Hrobka rodiny Jindřicha Maliny na Novém hřbitově v Hořicích